# Эпсилон Геркулеса
Эпсилон Геркулеса (лат. ε Herculis), 58 Геркулеса (лат. 58 Herculis), HD 153808 — кратная звезда в созвездии Геркулеса на расстоянии приблизительно 163 световых лет (около 50,1 парсек) от Солнца. Возраст звезды определён как около 215 млн лет.

## Характеристики
Первый компонент (HD 153808Aa) — белая звезда спектрального класса A0V, или A0IV, или A0. Видимая звёздная величина звезды — +3,896m. Масса — около 3,387 солнечных, радиус — около 2,903 солнечных, светимость — около 53,703 солнечных. Эффективная температура — около 10020 K.
Второй компонент (HD 153808Ab) — белая звезда спектрального класса A2V. Масса — около 2,76 солнечных. Орбитальный период — около 4,0235 суток.
Третий компонент — коричневый карлик. Масса — около 31,48 юпитерианских. Удалён в среднем на 2,246 а.е..
Четвёртый компонент (HD 153808B). Масса — около 1,75 солнечной. Орбитальный период — около 122,295 года. Удалён на 0,2 угловой секунды.